# Ampliació de la Unió Europea de 2004
L'ampliació de la Unió Europea de 2004, que fou l'expansió de la Unió Europea (UE) més important pel que fa a superfície, nombre d'estats i població (però no pel que fa a producte interior brut), es produí l'1 de maig de 2004.
Els següents països entraren a formar part de la UE: Xipre, la República Txeca, Estònia, Hongria, Letònia, Lituània, República de Malta, Polònia, Eslovàquia i Eslovènia. Set d'aquests estats havien pertanyut al Bloc de l'Est i un a Iugoslàvia, mentre que els altres dos eren països mediterranis. La Comissió Europea compta l'adhesió de Bulgària i Romania el 2007 com a part de la mateixa fase d'ampliació, tot i que aquests dos estats no pogueren unir-se el 2004.

## Història

### Antecedents
Amb el final de la Segona Guerra Mundial el maig de 1945, Europa es va trobar dividida entre un capitalista Bloc Occidental i un comunista Bloc de l'Est, així com països neutrals Tercer Món. La Comunitat Econòmica Europea (CEE) es va crear el 1957entre sis països (Europa dels sis) dins del Bloc Occidental i més tard es va expandir a dotze estats d'Europa.
Els països comunistes europeus tenien una agrupació econòmica amb l'URSS coneguda com a Comecon. Al sud restava un estat federat comunista no alineat: Iugoslàvia.
Entre 1989 i 1991, la Guerra Freda entre les dues superpotències estava arribant a la seva fi, amb la influència de l'URSS sobre l'Europa comunista col·lapsant-se. A mesura que els estats comunistes van iniciar la seva transició cap a les democràcies de lliure mercat, alineant-se amb la integració euroatlàntica, la qüestió de l'ampliació al continent es va llançar a l'agenda de la CEE.

### Negociacions
L'estratègia Phare es va posar en marxa poc després per adaptar més l'estructura dels països de l'Europa Central i de l'Est (Pays d'Europe Centrale et Orientale (PECO)) a la Comunitat Econòmica Europea. Una de les principals eines d'aquesta estratègia va ser el Programa d'Assegurament de la Qualitat Regional (Programme Régional d'Assurance Qualité (PRAQ)) que es va iniciar el 1993 per ajudar els Estats PECO a implementar el nou enfocament en la seva economia.
El Cabal comunitari contenia 3.000 directives i unes 100.000 pàgines al Diari Oficial de la Unió Europea per ser transposades. Exigia molta feina administrativa i un immens canvi econòmic i plantejava grans problemes culturals, per exemple, nous conceptes jurídics i problemes de coherència lingüística.

### Adhesió
El Tractat d'Adhesió de 2003 es va signar el 16 d'abril de 2003, a la Stoà d'Àtal, Grècia, entre els llavors membres de la UE i els deu països participants. El text també va modificar els principals tractats de la UE, inclòs el vot per majoria qualificada del Consell de la Unió Europea. El tractat va ser ratificat a temps i va entrar en vigor l'1 de maig de 2004 enmig de cerimònies arreu d'Europa.

## Àrees d'inclusió pendents
Xipre, República Txeca, Estònia, Hongria, Letònia, Lituània, Malta, Polònia, Eslovàquia i Eslovènia es van convertir en membres l'1 de maig de 2004, però algunes àrees de cooperació de la Unió Europea s'aplicaran a alguns dels estats membres de la UE en una data posterior. Van ser:
- Espai Schengen (vegeu Ampliació de l'espai Schengen; Xipre encara no és membre de l'Espai Schengen, està en procés d'adhesió)[11][12]
- Zona euro (vegeu Ampliació de la zona euro; República Txeca, Hongria, Polònia encara no són membres de la zona euro)